# Бост, Ди
Демаркис (Ди) Бост (англ. Demarquis "Dee" Bost; род. 12 октября 1989[…], Конкорд, Северная Каролина) — американский и болгарский баскетболист. Выступает за баскетбольный клуб «Метрополитан 92» и национальную сборную Болгарии.

## Биография
Ди Бост выступал за команды «Будучност», «Трабзонспор», «Зелёна-Гура», «Жальгирис» и «Страсбур».
Летом 2018 года Бост перешёл в «Химки».
В 2025 году стал чемпионом в составе клуба «Аль-Райян».

## Достижения
- Чемпион Кубка Амира 2025
- Обладатель Еврокубка: 2020/2021
- Чемпион Польши: 2015/2016
- Чемпион Черногории: 2012/2013

- Обладатель Кубка французской лиги (2016/2017)
- Обладатель Кубка французской федерации (2017/2018)